# Comtat de Brionne
El comtat de Brione fou una suposada jurisdicció feudal del ducat de Normandia que Ricard I de Normandia hauria donat en vida al seu fill bastard Jofré. El fet que el títol de comte per Jofré no aparegui abans de Ricard II de Normandia, fa sospitar que Jofre era en realitat castlà de Brionne, i el 1096 va rebre del pare el comtat d'Eu, i per això quan apareix esmentat com a comte ho és d'Eu i no de Brionne. Si realment fou comte de Brionne no es pot determinar, ja que se l'esmenta com a comte, però no es diu d'eon, igual que passa amb el seu fill Gilbert. El fill d'aquest darrer, Ricard de Bienfaite, que va anar a Anglaterra el 1066, jo no porta el títol comtal, i el comtat d'Eu havia passat a un parent després de la mort de Gilbert el 1040. A Anglaterra Ricard va rebre nombroses senyories (176) origen del domini senyorial de Clare.